# Hafen Königs Wusterhausen

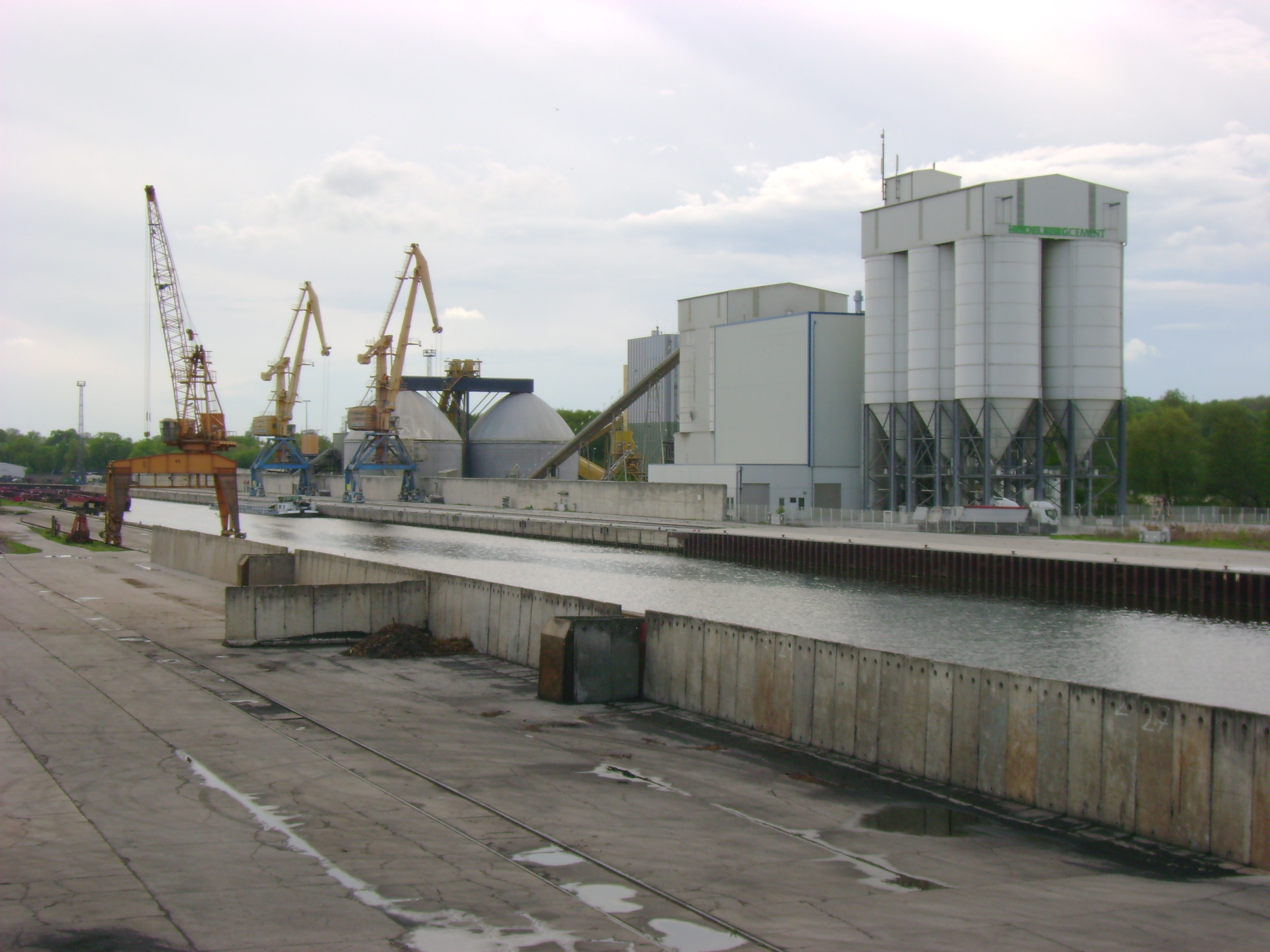
Im Vordergrund der Südhafen und hinter dem Nottekanal der Nordhafen des Hafens Königs Wusterhausen (2013)

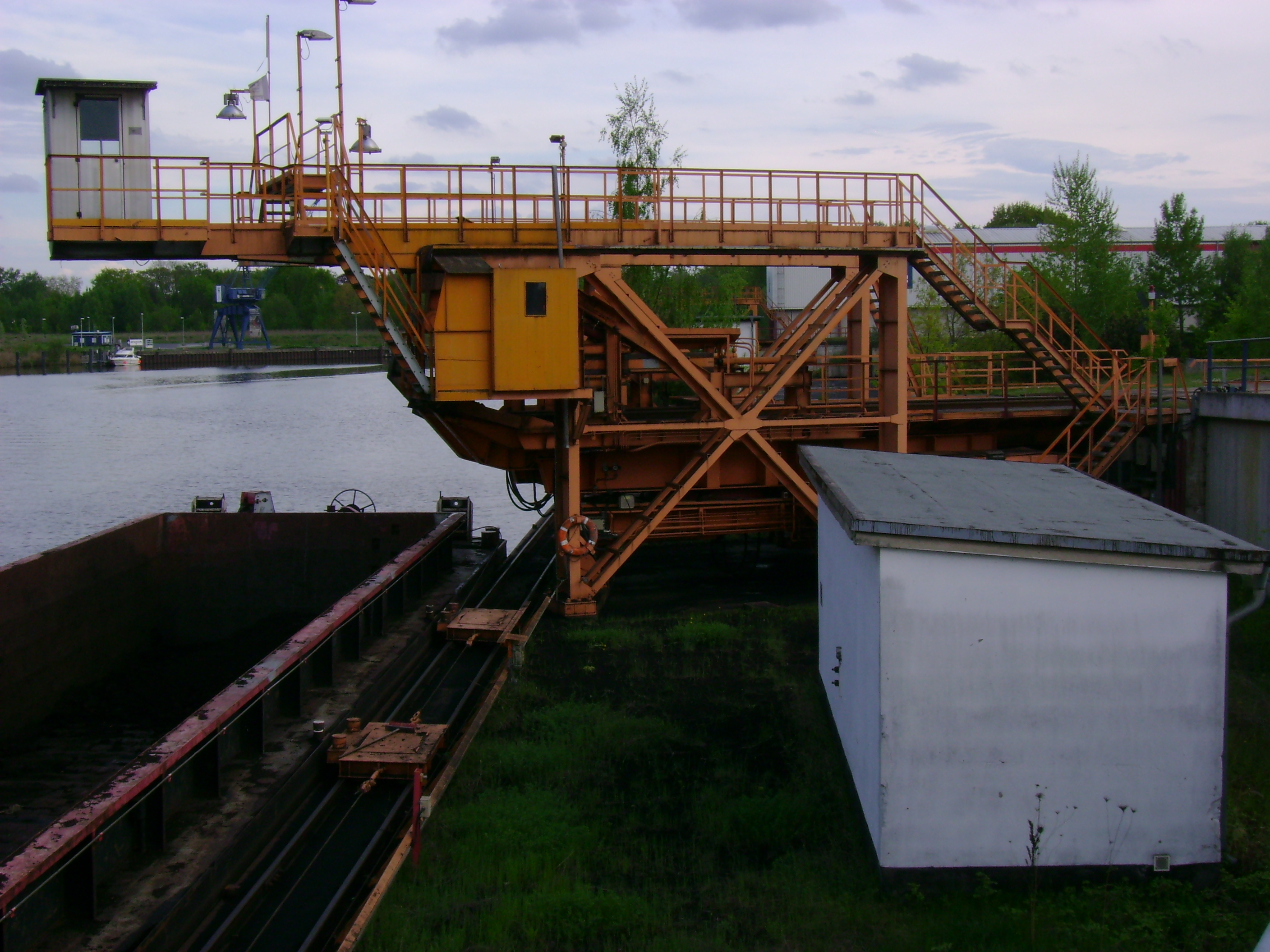
Waggonstirnwandkippanlage zum schnellen Umschlagen von Schüttgütern (2013)

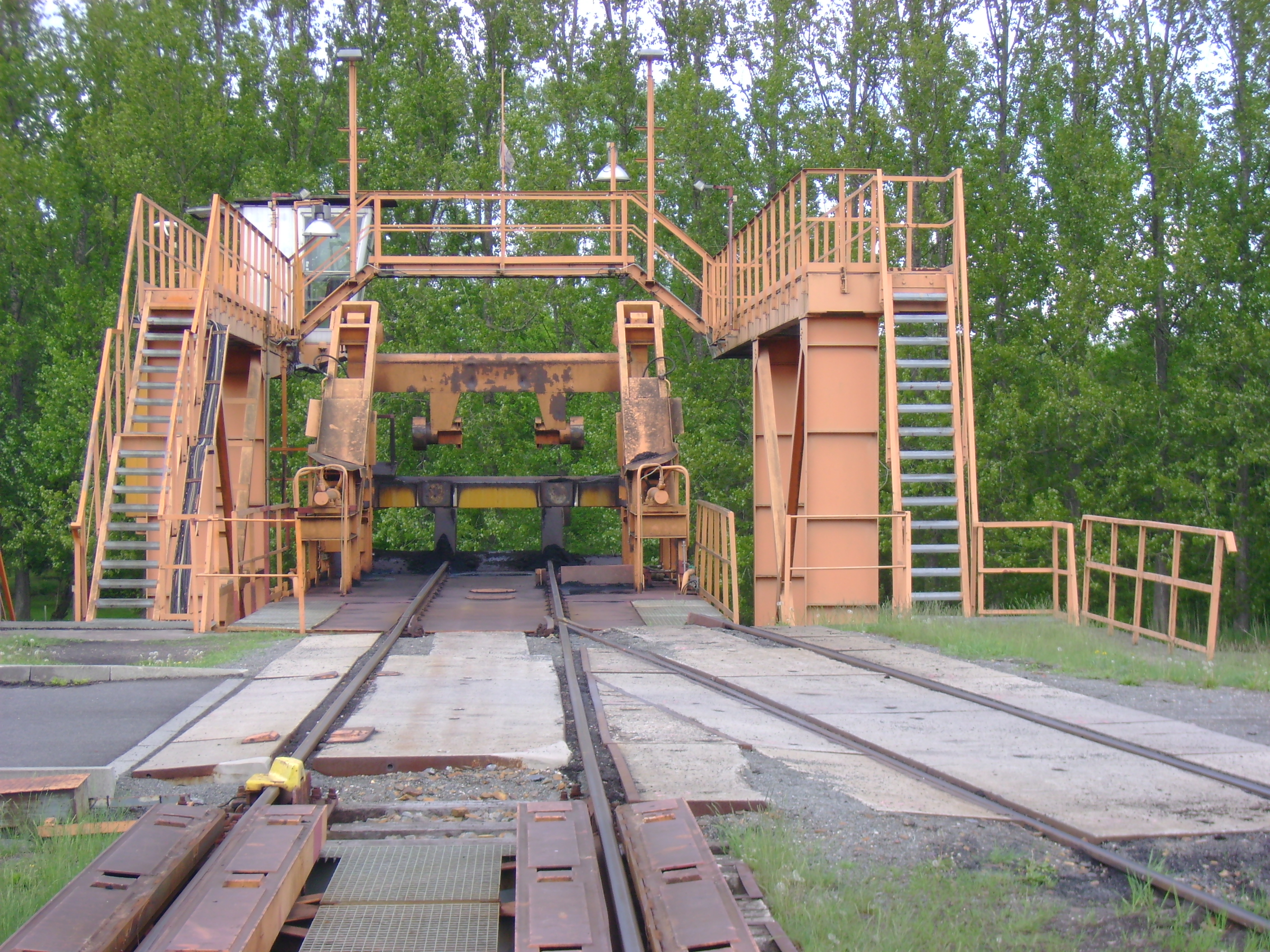
Ein- und Aus-fahrt der Waggonstirnwandkippanlage (2013)

Der Hafen Königs Wusterhausen in der gleichnamigen Stadt ist der größte brandenburgische Binnenhafen.

## Lage
Der Binnenhafen befindet sich auf den Gemarkungen der Stadt Königs Wusterhausen sowie der Gemeinde Wildau in unmittelbarer Nähe des Autobahnkreuzes Schönefeld und des Flughafens Berlin-Brandenburg. Er ist Teil des Standortentwicklungskonzepts für den Regionalen Wachstumskern Schönefeld/Königs Wusterhausen/Wildau; zudem sind Anbindungen an die Dahme-Wasserstraße zwischen Kilometer 8,23 und 8,65 (Osthafen) und an beide Ufer des Nottekanals im Mündungsbereich zur Dahme zwischen Kilometer 0 bis 1,2. (Nord- und Südhafen) vorhanden.

## Geschichte
Im Jahre 1854 fand die erste geschichtliche Erwähnung eines Umschlagplatzes an der Dahme statt. Überwiegend wurden Baustoffe verladen und nach Berlin transportiert. Um 1894, nach Eröffnung der Eisenbahnstrecke Berlin–Cottbus, erhielt der Hafen einen Gleisanschluss.
Nach 1954 gelangte der Hafen in die Hände der Stadt Königs Wusterhausen, bevor er 1972 Teil der Binnenhäfen Oder Eisenhüttenstadt wurde.
Von 1983 bis 1987 wurde der Hafen umfangreich erweitert, insbesondere mit Kipp- und Krananlagen für den Kohleumschlag. Weiterhin wurde eine Lagerfläche für 200.000 Tonnen Kohle angelegt, um das Kraftwerk Klingenberg in Berlin-Rummelsburg von hier aus zu versorgen. Das Kraftwerk Klingenberg wurde ursprünglich mit Steinkohle aus dem schlesischen Industriegebiet versorgt. Nach dem Wegfall dieser Kohlelieferungen  wurde das Kraftwerk auf Braunkohlefeuerung umgestellt. Die mit der Bahn aus dem Cottbusser Raum angefahrene Braunkohle wurde hier im Hafen in Binnenschiffe umgeladen, damit sie die letzten 25 Kilometer auf der Dahme und Spree zum Kraftwerk transportiert werden konnte.
1988 war der Hafen dann Teil des Binnenhafen Berlin. 1990 gründete sich als neuer Hafenbetreiber die LUTRA, Lager, Umschlag und Transport Mittelbrandenburgische Hafengesellschaft mbH, deren alleiniger Gesellschafter die Stadt Königs Wusterhausen ist. Am 24. Mai 2017 endete nach über 30 Jahren der Kohleumschlag, da das Kraftwerk Klingenberg auf Erdgasbefeuerung umgestellt wurde. Dies war Anlass für eine Neuausrichtung des Hafens zu einem trimodalen Terminal.
Ende 2019 wurde das Containerterminal auf dem südlichen Hafengelände in Betrieb genommen, das mit täglichen Verbindungen durch das zum Hamburger Hafen gehörende Eisenbahnverkehrsunternehmen Metrans an die Nordseehäfen angebunden ist. Aufgrund der günstigen Lage des Terminals wurden 2021 bereits 30.000 Tonnen umgeschlagen und es wurde mit dem Bau eines dritten, 750 Meter langen Gleises begonnen.
Im Zuge der Neuansiedlung des Tesla Werkes in Grünheide (Mark) war ab Juli 2021 geplant den Hafen als Umschlagplatz von Containern mit Tesla-Komponenten zu nutzen. Die Tesla-Container sollten dann per Zug vom Hamburger Hafen gebracht, hier auf LKW verladen und in das rund 18 Kilometer entfernte Werk gefahren werden. Anfangs wurde mit 10, später mit bis zu 100 Containern am Tag gerechnet. Ende 2022 zeigte Bürgermeisterin Michaela Wiezorek sich zufrieden mit der Entwicklung.

## Wirtschaftliche Situation
Für den Umschlag zwischen Straße/Schiene und Wasser stehen im Nordhafen zwei Drehwippkräne 20 Tonnen, im Südhafen ein Portaldrehkran 12,5 Tonnen und eine LKW-Kippanlage, sowie eine Waggonstirnwandkippanlage zur Verfügung. Die Hafenbahn mit ihren fast zehn Kilometer Gleisanlagen verfügt über eine Rangierlokomotive Krauss-Maffei MH 05, eine Rangierlokomotive V60 und ein Zweiwegefahrzeug vom Typ Unimog.
Der Hafen hat eine theoretische Jahresumschlagskapazität von fünf Millionen Tonnen. Im Jahr 2013 lag der wasserseitige Umschlag bei 1.422.972 Tonnen, landseitig werden auf dem Hafengebiet etwa 500.000 Tonnen pro Jahr umgeschlagen. Hauptsächlich werden Baustoffe empfangen und Kohle (bis 2017) und Getreide versendet. Durch das Ende der Verschiffung von Braunkohle zum Kraftwerk Klingenberg reduzierte sich der Umschlag gravierend um 1,3 Millionen Tonnen.
| Jahr | Empfang in t | Versand in t | Gesamt in t |
| ---- | ------------ | ------------ | ----------- |
| 2000 | 290.721      | 1.706.694    | 1.997.415   |
| 2005 | 188.841      | 1.592.966    | 1.781.807   |
| 2010 | 118.023      | 1.392.530    | 1.510.553   |
| 2015 | 313.000      | 1.363.000    | 1.676.000   |
| 2017 | 277.783      | 617.041      | 894.824     |
| 2020 | 195.000      | 58.000       | 253.000     |